# Marisa Berenson
Vittoria Marisa Schiaparelli Berenson, känd som Marisa Berenson, född 15 februari 1947 i New York i New York, är en amerikansk skådespelare.
Hon hade först en framgångsrik karriär som fotomodell och tillhörde det internationella jetsetet. Hennes mormor var den kända italienska modeskaperen Elsa Schiaparelli och hennes syster fotografen Berry Berenson.
Berenson var populär i ett antal filmer under 1970-talet, som Döden i Venedig (1971), Cabaret (1972) och Barry Lyndon (1975).